# Друге життя Єви
«Друге життя Єви» (рос. Вторая жизнь Евы) —  російськомовний мелодраматичний телесеріал 2017 року знятий в Україні. Режисером виступив Олександр Ітигілов.

## Сюжет
Молода аспірантка Єва приїжджає до Києва, щоб проконсультуватися з відомим професором за своєю науковою працею. До неї в кафе підходить чоловік Герман і розповідає про те, що його друг з дружиною потрапив у ДТП, в результаті якого перебуває в тяжкому стані, а його дружина практично при смерті. Герман просить Єву підтримати його друга, вдавши його здорову дружину, оскільки Єва схожа з постраждалою…

## У ролях
- Анастасія Євграфова
- Артем Позняк
- Андрей Барило
- Тетяна Самарина
- Ольга Матешко
- Дарина Лобода
- Борис Георгієвський
- Катерина Вишнева
- Денис Роднянський
- Валерія Ходос
- Анна Тихомирова
- Юрій Гребельник
- Маргарита Бахтіна
- Віталина Біблів
- Ігор Рубашкін
- Анастасія Цимбалару
- Марк Дробот
- Костянтин Войтенко
- Михайло Ігнатов
- Олександр Ярема
- Андрій Кронглевський

## Творча група
- Сценарій: Алла Сніцар
- Режисер: Олександр Ітигілов
- Оператор: Андрій Поливаний-Бухтіяров
- Композитор: Роман Дудчик